# Puerto Rico (singel)
Puerto Rico – singiel zespołu Maanam wydany w czerwcu 1998 roku, promujący dziewiąty album studyjny Klucz. Do utworu powstał teledysk.

## Lista utworów
1. „Puerto Rico” – 2:38

## Twórcy
- Kora – śpiew
- Marek Jackowski – gitary
- Ryszard Olesiński – gitary
- Krzysztof Olesiński – gitara basowa
- Paweł Markowski – perkusja